# Protodrilus gelderi
Protodrilus gelderi är en ringmaskart som beskrevs av Riser 1997. Protodrilus gelderi ingår i släktet Protodrilus och familjen Protodrilidae. Inga underarter finns listade i Catalogue of Life.